# Fishing: Barents Sea
Fishing: Barents Sea ist ein Simulationsspiel über die Hochseefischerei. Es spielt in dem titelgebenden Randmeer des Arktischen Ozeans, auf der Barentssee nördlich von Norwegen.

## Spielprinzip
Das Spiel ist eine Wirtschaftssimulation im Bereich der Hochseefischerei, wo der Spieler sich durch das Fischen auf See und das anschließende Verkaufen der Fische hocharbeiten muss. Durch das verdiente Geld kann der Spieler dann seinen Fischbetrieb verbessern und bessere Köder kaufen. Zudem muss der Spieler sich mit den Preisen und Fischarten, die er im Angler-Lexikon findet, auseinandersetzen. Auf einer Karte werden aussichtsreiche Stellen angezeigt. Das Schiff lässt sich vom Spieler steuern und die Fische mit schneller Reaktionszeit und Genauigkeit angeln. Ebenfalls muss sich der Spieler um das Vorbearbeiten, die auch über die Qualität der Waren entscheiden. In Häfen kann der Spieler sein Boot verbessern und in der Jobbörse lassen sich neue Mitarbeiter mit unterschiedlichen Stärken rekrutieren.
Am Anfang kann der Spieler sich einen männlichen oder weiblichen Charakter aussuchen und lernt durch ein Tutorial die Grundlagen des Spiels kennen.

## Entwicklung und Veröffentlichung
Der Titel beruht auf einem 2D-Prototypen, der seit 2015 mit der Unreal Engine 4 vom norwegischen Entwicklerteam Misc Games in eine 3D-Optik umgesetzt wird und wurde auf der Gamescom 2017 das erste Mal offiziell angekündigt. Die Idee für das Spiel kam dem CEO Gøran Myrland von seinen Erfahrungen zur Fischerei in Norwegen und so wurden auch echte Orte und Unternehmen im Spiel nachgebildet. Am 7. Februar 2018 wurde das Spiel offiziell veröffentlicht.

## Rezeption
Kritisiert wurde, dass sich die Fahrten in Echtzeit sehr lang hinziehen und weitgehend eintönig sind und dass das Aufleveln auch lange dauert. Daher sollte man als Spieler geduldig sein und ruhige Spiele mögen. Gelobt wird hingegen die Einsteigerfreundlichkeit, die Steuerung, die Wettereffekte, Wasserspiegelungen, der Realismus sowie die vielen detailreichen Schiffsmodelle und das Open-World-Design. Auf Steam wurde das Spiel weitgehend positiv bewertet.